# Spiroergometria

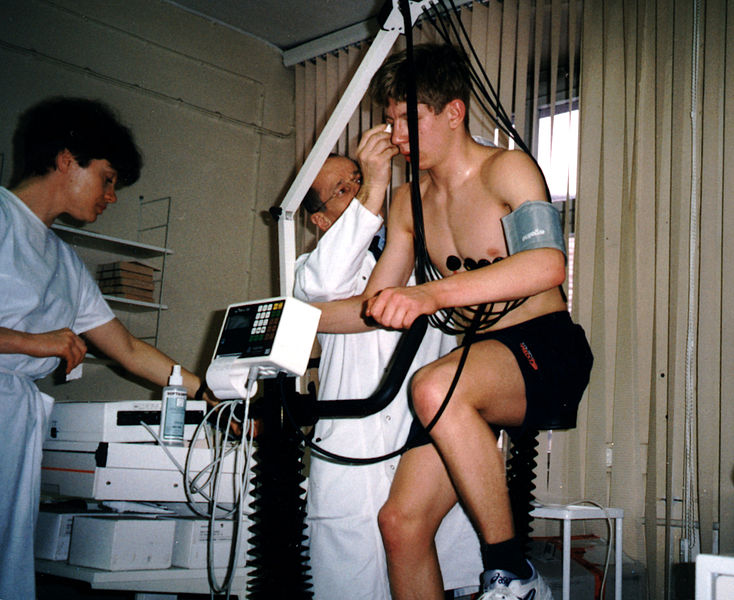
Badanie spiroergometryczne

Spiroergometria (test wysiłkowy sercowo-płucny, ang. ergospirometry, cardiopulmonary exercise test, CPET, CPX) – badanie medyczne służące do diagnostyki odpowiedzi na wysiłek fizyczny układów krążenia i oddechowego oraz metabolizmu układu mięśniowego. Metoda ta stosowana jest w diagnostyce medycznej sportowców wyczynowych, a ostatnio również sportowców amatorów i osób dbających o swoją kondycję fizyczną.

## Zastosowanie
Test jest wykorzystywany w kardiologii, pulmonologii, medycynie sportowej i rehabilitacji. Przeprowadzane w celu diagnostyki różnicowej przyczyn duszności wysiłkowej oraz oceny wydolności oddechowej, tolerancji wysiłku fizycznego i rokowania w przebiegu choroby serca lub płuc (m.in. przed przeszczepem serca lub przed wszczepieniem układu resynchronizującego CRT). Jest też wykorzystywany w ocenie wydolności fizycznej przed rozpoczęciem treningu fizycznego i do oceny postępów w ramach jego realizacji.

## Wykonanie
Wysiłek fizyczny wykonywany jest przez osobę badaną na bieżni lub cykloergometrze. Obciążenie wysiłkiem jest kontrolowane przez komputer, zgodnie z protokołem badania (według m.in. Bruce’a, Naughtona lub Balke’a). Badanie jest oparte na elektrokardiograficznej próbie wysiłkowej z monitorowaniem ciśnienia tętniczego krwi, czynności serca, zmian odcinka ST, wystąpienia zaburzeń rytmu i przewodzenia. Wydychane przez badanego powietrze jest poddawane ocenie spirometrycznej celem wykrycia ewentualnej obturacji (pomiar wskaźnika Tiffeneau oraz FEV1) oraz określenia pojemności życiowej płuc (VC). Równocześnie analizowane są stężenia tlenu i dwutlenku węgla w wydychanym powietrzu. Daje to możliwość dokonania analizy przemian metabolicznych zachodzących w organizmie w trakcie wysiłku. Ryzyko wystąpienia zgonu podczas badania jest niskie i wynosi 2 do 5 na 100000 testów.

## Oceniane parametry
| Parametr                                                         | Jednostka               | Opis |
| ---------------------------------------------------------------- | ----------------------- | --- |
| szczytowe pochłanianie tlenu (VO2max)                            | [l/min] lub [ml/kg/min] | objętość tlenu dostarczonego do organizmu w ciągu minuty (opcjonalnie w przeliczeniu na kilogram masy ciała); jeden z najpopularniejszych wskaźników wydolności fizycznej, zwłaszcza wydolności tlenowej (intensywność treningu jest wyrażana jako procent VO2max) |
| wydalanie dwutlenku węgla (VCO2)                                 | [l/min] lub [ml/kg/min] | objętość wydalonego z organizmu dwutlenku węgla w ciągu minuty |
| wentylacja minutowa (VE)                                         | [l/min]                 | objętość powietrza, które przepływa przez płuca w ciągu jednej minuty |
| równoważnik wentylacyjny dla tlenu (VE/VO2)                      | –                       | objętość wdychanego powietrza potrzebnego do pochłonięcia jednego litra tlenu |
| równoważnik wentylacyjny dla dwutlenku węgla (VE/VCO2)           | –                       | objętość wydychanego powietrza potrzebnego do wydalenia jednego litra dwutlenku węgla |
| puls tlenowy (VO2max/HR)                                         | [ml]                    | objętość tlenu pochłoniętego podczas jednego cyklu pracy serca |
| próg beztlenowy (AT)                                             | [l/min] lub [ml/kg/min] | etap wysiłku, w którym beztlenowe procesy metaboliczne zaczynają przeważać nad przemianami tlenowymi |
| rezerwa oddechowa (BR)                                           | [l/min]                 | różnica pomiędzy wentylacja na szczycie wysiłku a wentylacją spoczynkową |
| wskaźnik wymiany oddechowej (RER=VCO2/VO2)                       | –                       | stopień wykorzystania beztlenowych przemian energetycznych podczas trwania wysiłku |
| ciśnienie tlenu w powietrzu końcowowydechowym (PETO2)            | [mmHg]                  | ciśnienie tlenu na końcu wydechu |
| ciśnienie dwutlenku węgla w powietrzu końcowowydechowym (PETCO2) | [mmHg]                  | ciśnienie dwutlenku węgla na końcu wydechu |

## Przeciwwskazania do testu wysiłkowego
- Bezwzględne:
  - świeży zawał serca;
  - ostry zator tętnicy płucnej;
  - niestabilna dławica piersiowa;
  - niestabilne zaburzenia rytmu serca;
  - niewyrównana niewydolność serca;
  - ciężkie zwężenie zastawki aortalnej;
  - ostre zapalenie mięśnia sercowego lub osierdzia, czynne zapalenie wsierdzia;
  - niewyrównana nadczynność tarczycy;
  - niepełnosprawność ruchowa uniemożliwiająca wykonanie próby.

- Względne:
  - migotanie przedsionków z niekontrolowaną czynnością komór;
  - tachyarytmie lub bradyarytmie;
  - zaawansowany blok przedsionkowo-komorowy;
  - zaburzenia elektrolitowe;
  - zwężenie pnia lewej tętnicy wieńcowej lub jego odpowiednik;
  - umiarkowana stenoza aortalna;
  - kardiomiopatia przerostowa;
  - upośledzenie umysłowe uniemożliwiające współpracę z badanym.